# Khatalba
Khatalba fou un esclau kurd al servei dels aiúbides que va ser governador general del Iemen vers 1178-1179.
Els diversos governadors de les ciutats del Iemen s'havien fet independents aprofitant l'absència d'al-Muàddham Turan-Xah (vers 1175-1180) i fins i tot es van fer independents i van encunyar moneda en nom propi. El 1178 Saladí va decidir enviar Khatalba com a governador general (1178), que tindria seu a Zabid i autoritat sobre tots els governadors, com a representant de Turan-Xah que continuaria sent l'emir de Saladí al Iemen.
Khatalba va desembarcar i va rebre el reconeixement dels governadors d'Aden (amb Djubla), Takar i Taizz. El governador deixat per Turanb Xah a Zabid havia mort i ara hi havia al seu lloc el seu germà. Khatalba i els tres governadors aliats es van presentar davant Zabid d'eon va fugir el governant que es va refugiar al castell de Qawarir. Khatalba es va posar malalt i va decidir resoldre la situació ràpidament, va perdonar al governador i li va retornar el govern de Zabid.
Efímerament Khatalba va ser governador general del Iemen i va morir setmanes després de la malaltia que patia (vers 1179). Es va tornar a reproduir la situació anterior amb quatre governadors gairebé independents. El governador d'Aden i Djubla es va presentar davant Zabid i va obligar el governador a fugir altre cop a la fortalesa de Qawarir (1180), però l'atacant no va intentar ocupar la ciutat de Zabid i quan es va retirar el governador fugit la va recuperar. Poc després fou enviat al-Aziz Tughtegin.

## Font
- Ali ben al-Hasan al-Khazradji, The pearls-strings: a history of the Resuliyy dinasty of Yemen, traducció de Sir James W. Redhouse, Leyden i Londres, 1906